# Arkansas Democrat-Gazette
L'Arkansas Democrat-Gazette è il principale giornale di cronaca dell'Arkansas, stampato a Little Rock e a Lowell, per le regioni più a nord. È distribuito in vendita in tutte le 75 contee dell'Arkansas e venduto per $ 1 al giorno o $ 2 la domenica / il giorno del ringraziamento; il prezzo è più alto altrove al di fuori dello Stato.
In virtù di uno dei suoi predecessori, l'Arkansas Gazette (fondato nel 1819), il quotidiano si vanta di essere il più antico giornale continuamente pubblicato ad ovest del Mississippi. La tipografia originale della "Gazette" è conservata all'Historic Arkansas Museum a Little Rock.